# Косенко, Алексей Афанасьевич
Алексей Афанасьевич Косенко (укр. Олексій Опанасович Косенко; 10 января 1913, Глинское, Полтавская губерния — 5 апреля 2006, Артёмовка, Полтавская область) — колхозник, бригадир Артёмовского свеклосовхоза Министерства пищевой промышленности СССР, Полтавская область, Украинская ССР. Герой Социалистического Труда (1948).

## Биография
Родился 10 января 1913 года в крестьянской семье в селе Глинское (ныне — в Полтавском районе Полтавской области). Получил начальное образование в школе родного села. Трудовую деятельность начал в 1927 году. Работал в одном из отделений свеклосовхоза в селе Артёмовка. С 1935 года служил в Красной Армии в 24-й стрелковой дивизии Киевского военного округа. После армейской службы продолжил работать в Артёмовском свеклосовхозе.
Участвовал в Великой Отечественной войне в составе 36-го автомобильного полка. С 1942 года служил бригадиром по ремонту агрегатов автомобильного завода № 42 Брянского фронта.
После демобилизации в 1945 году продолжил трудиться в Артёмовском свеклосовхозе. Был назначен бригадиром полеводческой бригады. В 1947 году бригада под руководством Алексея Косенко собрала в среднем по 35,67 центнера ржи с каждого гектара с участка площадью 18 гектаров. В 1948 году удостоен звания Героя Социалистического Труда «за получение высокого урожая ржи при выполнении совхозом плана сдачи сельскохозяйственных продуктов в 1947 году и обеспеченности семенами зерновых культур для весеннего сева 1948 года».
В 1951 году назначен бригадиром свинотоварной фермы и с 1955 года — рабочим на пилораме Артёмовского свеклосовхоза.
После выхода на пенсию в 1974 году проживал в посёлке Артёмовка Чутовского района, где скончался 5 апреля 2006 года.

## Награды
- Герой Социалистического Труда — указом Президиума Верховного Совета СССР от 30 апреля 1948 года
- Орден Ленина
- Орден Трудового Красного Знамени
- Орден Отечественной войны 2 степени (10.03.1985)
- Медаль «За боевые заслуги» (17.05.1945)
- Медаль «За победу над Германией в Великой Отечественной войне 1941—1945 гг.»
- Медаль «В ознаменование 100-летия со дня рождения Владимира Ильича Ленина»